# Flying Moon
Flying Moon war eine Filmproduktionsgesellschaft aus Berlin, der sich auf die Entwicklung und Produktion von Spiel- und Dokumentarfilmen sowie internationale Koproduktionen konzentrierte.

## Geschichte
Das Unternehmen wurde 1999 von Helge Albers, Roshanak Behesht Nedjad und Konstantin Kröning gegründet. 2015 wurde die Firma aufgelöst. Zum Unternehmen gehörten die UNLIMITED S.A. mit Sitz in Paris. Zu den Anteilseignern zählen Metropolitan Pictures (Niederlande), Hémisphère Films (Luxemburg), Danny Krausz (Österreich) sowie Jacqueline Pierreux (Belgien).

## Auszeichnungen
Produktionen erhielten 60 Nominierungen und 40 Preise auf internationalen Filmfestivals, darunter
- Deutscher Filmpreis – Bester Dokumentarfilm für Havanna, mi amor,
- Goldener Leopard für Khamosh Pani (Bester Film, Beste Darstellerin) beim Locarno International Film Festival 2003,
- Sundance International Filmmaker’s Award für Waiting for the Clouds (Bestes Europäisches Drehbuch, 2003),
- Filmfestival Max Ophüls Preis 2007, Hessischer Filmpreis (Bester Film, 2007),
- Schleswig-Holstein Filmpreis 2007 für Full Metal Village,
- Bester Türkischer Film und bestes Drehbuch (Antalya Film Festival, 2008) für Pazar – Der Markt.

## Filmographie

### Dokumentarfilme
- Havanna, mi amor (2001)
- Heirate mich – casate conmigo (2003)
- Comrades In Dreams – Leinwandfieber (2007)
- Full Metal Village (2006)
- Football Under Cover (2008)
- Endstation der Sehnsüchte (2009)
- Pink Taxi (2010)
- Urville (2010)
- As Time Goes By In Shanghai (2013)
- Above and Below (2015)

### Spielfilme
- Weg! (2001)
- Khamosh Pani – Silent Waters (2003)
- Hallesche Kometen (2004)
- Waiting for the Clouds (2004)
- Investigation (2006)
- Summer Palace (2006)
- La fine del Mare (2006)
- Rome rather than you (2006)
- 32A (2007)
- Better Things (2008)
- Pazar – Der Markt (2008)
- Overseas and under your skin (2009)
- Swans (201)